# علوم استعرافية (مجلة)
العلوم الاستعرافية (بالإنجليزية: Cognitive Science) هي مجلة أكاديمية متعددة التخصصات تخضع لمراجعة الأقران وتنشرها شركة جون وايلي وأولاده نيابة عن جمعية العلوم الاستعرافية. تأسست المجلة في عام 1977 وتغطي جميع جوانب العلوم الاستعرافية.